# Archie (Buscador FTP)
Archie es un sistema para la localización de información sobre archivos y directorios, muy unido al servicio FTP. Es como una gran base de datos donde se encuentra registrada una gran cantidad de nombres de archivos y los servidores FTP. Al igual que gopher, ha sido reemplazado por la WWW.
Archie fue el primer motor de búsqueda que se ha inventado, diseñado para indexar archivos FTP, permitiendo a la gente encontrar archivos específicos. La implementación original se escribió en 1990 por Alan Emtage, Bill Heelan, y Peter J. Deutsch, entonces estudiantes en la Universidad McGill de Montreal.
Las primeras versiones de archie simplemente contactaban una lista de archivos FTP en bases regulares (contactando cada apenas una vez cada mes, para no gastar muchos recursos en los servidores remotos) y requiriendo un listado. Estos listados eran almacenados en ficheros locales para ser buscados usando el comando grep de UNIX. Más tarde, se desarrollaron front- y back-ends más eficaces, y este sistema pasó de ser una herramienta local a un recurso para toda la red, a un servicio popular accesible desde múltiples sitios de Internet. A tales servidores se podía acceder de muchas formas: usando un cliente local (como archie o xarchie); haciendo telnet al servidor directamente, enviando queries por correo electrónico y más tarde con interfaces World Wide Web. El nombre archie viene de la palabra inglesa "archive", pero también está asociado con la serie de cómics americana “Archie”. Esta no era la intención original, pero fue lo que actuó como inspiración para los nombres de Jughead (oficialmente acrónimo de Jonzy's Universal Gopher Hierarchy Excavation And Display) y Verónica (acrónimo de "Very Easy Rodent-Oriented Net-wide Index to Computer Archives"), ambos sistemas de búsqueda para del protocolo Gopher. Con la aparición del World Wide Web, la búsqueda de archivos se simplificó mucho, y actualmente hay muy pocos servidores activos. Se puede encontrar un gateway en Polonia y Japón.